# Submodulare Funktion
Eine submodulare Funktion ist eine Mengenfunktion, die die Rangfunktion eines Matroids verallgemeinert. Submodulare Funktionen spielen in der kombinatorischen Optimierung eine wichtige Rolle.

## Definition
Sei {\displaystyle S} eine Menge. Eine Mengenfunktion {\displaystyle f\colon {\mathcal {P}}(S)\to \mathbb {R} } heißt submodular, wenn für alle {\displaystyle T,U\subseteq S} gilt, dass 
{\displaystyle f(T\cap U)+f(T\cup U)\leq f(T)+f(U)}

## Beispiel
Sei {\displaystyle A\in \mathbb {R} ^{m\times n}}. Dann ist die Funktion {\displaystyle f\colon {\mathcal {P}}(\{1,\dotsc ,n\})\to \mathbb {R} }, die jeder Menge von Spaltenindizes die Dimension des von den entsprechenden Spalten von {\displaystyle A} aufgespannten Vektorraumes zuordnet, submodular. 

## Eigenschaften
Sei {\displaystyle f\colon {\mathcal {P}}(S)\to \mathbb {R} }. Dann sind die folgenden Aussagen äquivalent:
- {\displaystyle f} ist submodular
- {\displaystyle f(T\cup \{s\})-f(T)\geq f(U\cup \{s\})-f(U)} für alle {\displaystyle s\in S\backslash U} und {\displaystyle T,U\subseteq S} mit {\displaystyle T\subseteq U}
- {\displaystyle f(U\cup \{s\})+f(U\cup \{t\})\geq f(U)+f(U\cup \{s,t\})} für alle {\displaystyle U\subseteq S} und alle {\displaystyle s,t\in S}.

## Anwendung in der kombinatorischen Optimierung
Sei {\displaystyle S=\{1,\dotsc ,n\}} und {\displaystyle f\colon {\mathcal {P}}(S)\to \mathbb {R} } eine Mengenfunktion. Dann heißt die Menge
{\displaystyle EP_{f}:=\{x\in \mathbb {R} ^{n}\mid \sum _{j\in U}x_{j}\leq f(U){\text{ für alle }}U\subset S\}}
das erweiterte Polymatroid zu {\displaystyle f}. Wenn {\displaystyle f} submodular ist und {\displaystyle f(\emptyset )=0}, kann das Minimum einer linearen Funktion über {\displaystyle EP_{f}} mit einem Greedy-Algorithmus in Zeit polynomial in {\displaystyle n} gefunden werden. Nimmt ferner {\displaystyle f} nur ganzzahlige Werte an, so sind sämtliche Ecken von {\displaystyle EP_{f}} ganzzahlig, so dass auch eine ganzzahlige Lösung effizient berechnet werden kann.